# Action du 14 février 1944
Théâtre d'Asie du Sud-Est de la Guerre du Pacifique
Batailles
- Action du 27 février 1941
- Action du 8 mai 1941
- Bataille entre le Sydney et le Kormoran
- Raids japonais de 1942
- Occupation japonaise des îles Andaman
- (Massacre de Homfreyganj)
- Bataille de l'île Christmas
- Raid sur Ceylan (Raid du dimanche de Pâques)
- Mutinerie des îles Cocos
- Bataille de Madagascar
- Ralliement de La Réunion
- Opération Creek
- Groupe Monsun
- Action du 13 novembre 1943
- Action du 11 janvier 1944
- Action du 14 février 1944
- Raid japonais de 1944
- Action du 17 juillet 1944

- 1940
- 1941
- 1942
- 1943
- 1944
- 1945

L'action du 14 février 1944 fait référence à la destruction d'un U-boat de la Kriegsmarine au large du détroit de Malacca, en océan Indien pendant la Seconde Guerre mondiale par le sous-marin de la Royal Navy, le HMS Tally-Ho. Ce fut l'un des rares engagements navals du théâtre Asie-Pacifique impliquant les forces allemandes et italiennes. 

## Contexte
À la suite de la reddition de l'Italie par l'Armistice de Cassibile, un groupe de sous-marins de la Regia Marina - y compris le Reginaldo Giuliani - ont été internés à Singapour par l'armée d'occupation japonaise le 10 septembre 1943. Les Japonais ont remis les navires à la Kriegsmarine qui a opéré de plusieurs bases en Asie du Sud- Est. Le Reginaldo Giuliani avait été converti au service de fret après avoir été jugé insatisfaisant dans un rôle offensif. La Kriegsmarine le renomma UIT-23 et il partit pour la France le 15 février 1944 sous le commandement de l'Oberleutnant zur See Werner Striegler avec une cargaison d'étain, de quinine et d'autres marchandises. À bord de l' UIT-23, plusieurs sous-mariniers italiens faisaient partie de l'équipage du bateau.

## Action
Le sous-marin navigue à la surface à environ 80 milles marins (150 km) au sud de Penang, en Malaisie, juste à côté de l'embouchure ouest du détroit de Malacca, lorsqu'il est repéré par le sous-marin britannique HMS Tally-Ho, sous le commandement du capitaine de corvette Leslie Bennington (en) de la 4e flottille de sous-marins. Le Tally-Ho croise dans le détroit où il a coulé plusieurs navires de l'Axe. Le Tally-Ho attaque à pleine vitesse ; le Tally-Ho et l'UIT-23 se dirigent droit l'un vers l'autre quand ils tirent tous deux une série de torpilles. 
Seul le Tally-Ho atteint sa cible et l'UIT-23 coule rapidement avec une perte de 26 hommes. Quatorze survivants sont secourus par deux hydravions japonais Arado Ar 196 et emmenés à Penang. Pour parcourir ainsi les quatre-vingts milles jusqu'à leur base (environ 150 km - 50 min) ces survivants, dont le commandant, ont été forcés de s'attacher aux flotteurs des avions.